# Szent Kozma és Damján-fatemplom (Vidra)
A vidrai Szent Kozma és Damján-fatemplom műemlékké nyilvánított épület Romániában, Arad megyében. A romániai műemlékek jegyzékében az  AR-II-m-B-00658 sorszámon szerepel.

## Története
A 18. században épült templomot 1800 körül helyrehozták, régi stílusának és formájának megtartásával. 1900 után a régi zsindelyezés egy részét kicserélték. 1964-ben a hívők és a pap kezdeményezésére az összeomlással fenyegető épületet bizánci stílusban újították fel kicserélve a rothadó gerendákat, a tetőt és a tornyot; ugyanekkor sor került az alapozás megerősítésére is. A templom újraszentelése 1964. szeptember 27-én történt.
A templom eredeti festése nem maradt fenn.